# مؤذنزاده علي باشا
مؤذنزاده علي باشا (بالتركية الحديثة: Müezzinzade Ali Paşa) ـ (توفي في 7 أكتوبر 1571) هو سياسي وقائد بحري عثماني. كان واليًا على مصر بين عامي 1563 و1566، ثم قاد الأسطول العثماني في معركة ليبانت البحرية، حيث قُتل أثناء سير القتال. وجاء في (سجل عثماني) ان علي باشا الصوفي عيًّن والياً على بغداد سنة (977 ه‍/1569 م).
كان علي باشا ابنًا لمؤذن، ومن هنا جاء لقبه «مؤذن زاده»، وكان يُعرف بتصوفه وارتدائه الثياب الخشنة، ودأبه على زيارة أضرحة الأولياء في القرافة إبان ولايته على مصر.

## فتح العثمانيين لقبرص
شارك علي باشا في غزو قبرص سنة 1570 تحت قيادة لالا مصطفى باشا، حيث قاد لالا مصطفى باشا الهجوم العثماني على الجزيرة (الذي انتهى باستيلاء العثمانيين على الجزيرة من أيدي البنادقة)، بينما توجه علي باشا بأسطوله إلى كريت ثم إلى شبه جزيرة المورة ليمنع أي أساطيل الاوربية من إغاثة الجزيرة المحاصرة.

## معركة ليبانت و إستشهاده
قاد علي باشا الأسطول العثماني في معركة ليبانت البحرية، التي وقعت في 7 أكتوبر 1572، وقد ائتمنه سليم الثاني على «راية الخلفاء»، وهي راية ضخمة ثمينة خضراء اللون كانت مطرزة بآيات قرآنية مكتوبة بخيوط الذهب.
كان علي باشا محنكًا في الحروب البرية، لكنه كان قليل الخبرة في معارك البحر، وقد أدى فشله في الحفاظ على تماسك أسطوله إلى نجاح القوات الاوربية في اختراق خطوطه في عدة نقاط وعزل سفنه بعضها عن بعض ثم هزيمتها وهي في حالة من التشرذم. وقد نجح العدو في اقتحام سفينة القيادة، وتمكن مرتزق مقدوني من قتل علي باشا بطلقة في رأسه، ثم قام جندي إسباني بقطع رأسه، ليُرفع لاحقًا على رمح. وقد أدى مصرع القائد العثماني وسقوط راية الخلفاء في يد العدو إلى انهيار معنويات العثمانيين وهزيمتهم في المعركة.